# Campeonato Anguilano de Futebol
A AFA Senior Male League ou AFA League é a primeira divisão de futebol em Anguila, criada em 1997 com sete equipes participando do campeonato, competição com consenso da Concacaf. A temporada de 1999-2000 não foi realizada devido ao Furacão Lenny. Entre 2000 e 2005, os Roaring Lions de Stoney Ground mantiveram a hegemonia com três títulos seguidos, sendo interrompidos pelo Spartan em 2004. Em 2008, o Attackers FC consegue o segundo título depois de 1999. No ano seguinte, conquista o terceiro nacional. Na temporada 2009-10, os leões do Roaring Lions conquistaram o quinto campeonato. Os jogos da liga são disputados em um único estádio, Ronald Webster Park.

## Regulamento
O campeonato é jogado em jogos de ida e volta entre as 12 equipes enfrentam todos contra todos, os 6 primeiros lugares avançam para a rodada de playoffs do campeonato. As duas últimas equipes descem diretamente, enquanto 10 e 9 lugares de equipes do playoff vie contra uma divisão mais baixa para manter a categoria. Desde 2018, o campeão pode se classificar para o Caribbean Club Shield.

## Número de títulos por equipe
| Clube                  | Títulos | Temporada                                                                        |
| ---------------------- | ------- | -------------------------------------------------------------------------------- |
| Roaring Lions FC       | 10      | 2000–01, 2001–02, 2002–03, 2005–06, 2009–10, 2013–14, 2016–17 e 2020, 2021, 2022 |
| Kicks United FC        | 6       | 2006–07, 2010–11, 2011–12, 2014–15, 2018 e 2019                                  |
| Attackers FC           | 4       | 1998–99, 2007–08, 2008–09 e 2012–13                                              |
| Spartans International | 2       | 1997–98 e 2004                                                                   |
| Doc's United FC        | 2       | 2023 e 2024                                                                      |
| Salsa Ballers          | 1       | 2015–16                                                                          |